# Rudolf Zuber
Rudolf Zuber (ur. 13 września 1858 w Orlat, zm. 5 kwietnia 1920 we Lwowie) – polski geolog i podróżnik, encyklopedysta.

## Życiorys
Studiował geologię na Uniwersytecie Lwowskim. W latach 1881–1882 pracował jako wolontariusz w Państwowym Zakładzie Geologicznym w Wiedniu. W 1883 r. obronił doktorat z filozofii na Uniwersytecie Lwowskim. Od 1884 był wykładowcą na tej uczelni (od 1896 jako profesor). W latach 1895–1915 kierował Katedrą Geologii i Paleontologii Uniwersytetu Lwowskiego. Od 1884 r. był współpracownikiem komisji fizjograficznej i od 1916 r. członkiem Akademii Umiejętności w Krakowie (później Polskiej Akademii Umiejętności). Był światowej sławy specjalistą i rzeczoznawcą w poszukiwaniach ropy naftowej, brał udział w międzynarodowych kongresach geologicznych; w Rosji (1897), Meksyku (1906) i Kanadzie (1913). Jako znany w świecie geolog był wzywany do poszukiwań ropy przez liczne kompanie i rządy. W roku 1919 jako ekspert od spraw ropy naftowej był członkiem Biura Prac Kongresowych podczas konferencji pokojowej w Paryżu.  
Był encyklopedystą oraz edytorem Encyklopedii zbiór wiadomości z wszystkich gałęzi wiedzy – polskiej encyklopedii wydanej w latach 1898–1907 przez społeczną organizację edukacyjną Macierz Polska, która działała w Galicji w okresie zaboru austriackiego. Opisał w niej zagadnienia z zakresu mineralogii, geologii, chemii oraz przemysłu naftowego .

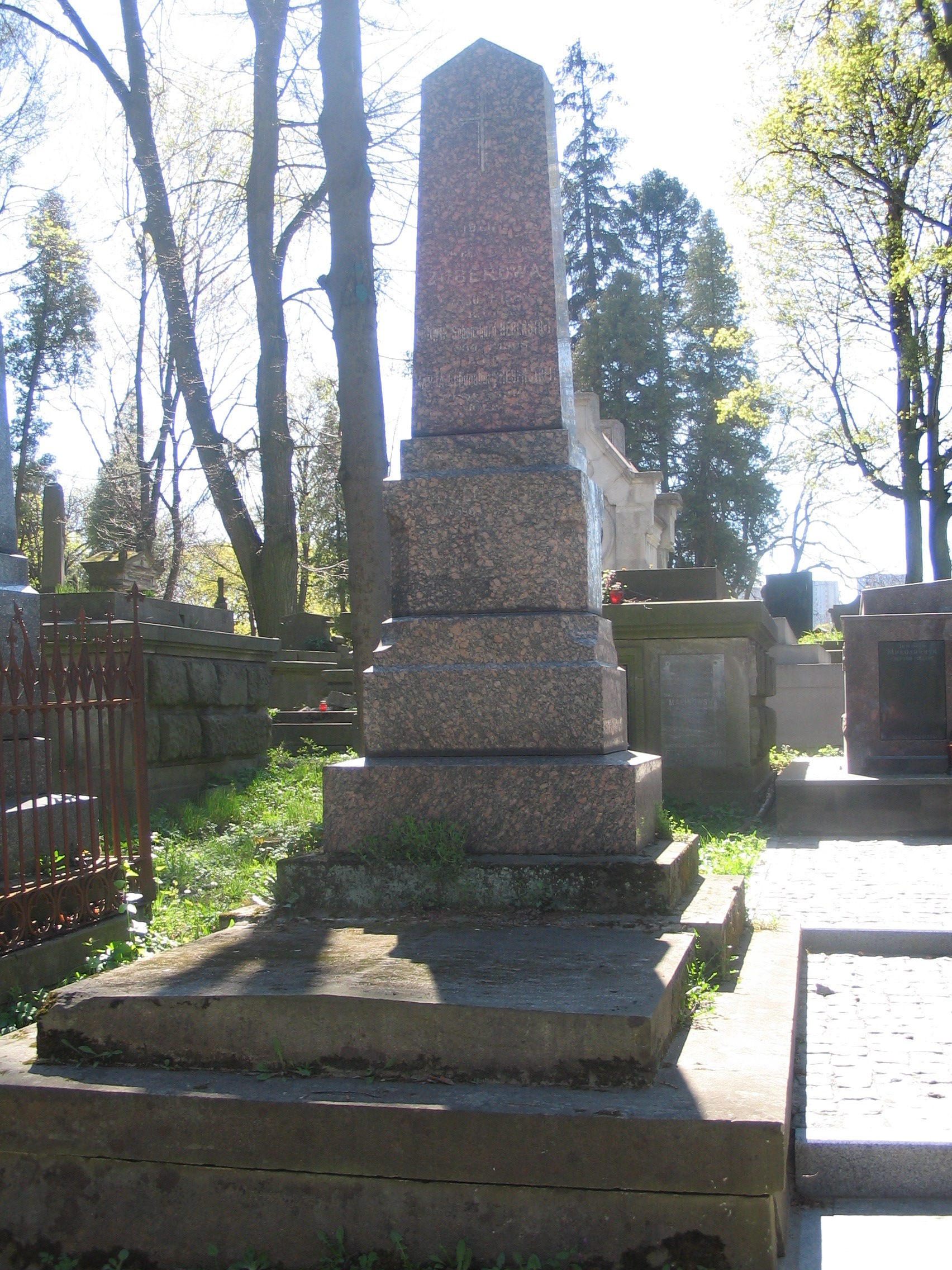
Grób prof. Zubera na Cmentarzu Łyczakowskim we Lwowie

Jego podróże naukowe objęły wszystkie, poza Australią, zamieszkane części świata:
- badał geologię Karpat Wschodnich
- w latach 1886–1892 prowadził prace badawcze w Argentynie (poszukiwania ropy naftowej w pobliżu Mendozy), a także w Chile, Boliwii i Wenezueli
- w latach 1900–1910 prowadził badania na Kaukazie, w Hiszpanii, Meksyku, Wenezueli, Trynidadzie, Kanadzie i Stanach Zjednoczonych
- w 1910 został zaproszony do przeprowadzenia poszukiwań w koloniach brytyjskich Afryki Zachodniej - Nigerii i Złotym Wybrzeżu (obecna Ghana). Prowadził poszukiwania również na Wybrzeżu Kości Słoniowej i na wybrzeżach Gwinei zachodnioafrykańskiej
- w 1912 wyjechał do Indii Brytyjskich, gdzie eksplorował Góry Solne (Sakhisar), w Pendżabie.
- w latach 1912–1914 odkrył w Krynicy źródła silnej szczawy alkalicznej, noszącej odtąd nazwę od swego odkrywcy

Podczas swoich wypraw prowadził rozległe badania geologiczne, znacznie wykraczające poza poszukiwanie ropy naftowej, opracowywał mapy geologiczne badanych terenów. W rejonie Cieśniny Magellana i w Kordylierach poszukiwał m.in. pokładów węgla, w czasie pobytu w Ameryce Południowej zbierał skamieliny. Rezultaty swoich badań zamieszczał w „Rozprawach Akademii Umiejętności. Wydział Matematyczno-Przyrodniczy” i czasopiśmie „Kosmos”. W 1897 r. opracował „Mapę obszarów naftowych Galicji”. Swoje spostrzeżenia i poglądy na powstanie fliszu i występujących w nim złóż naftowych zamieścił w dziele Flisz i nafta (1918).
W latach 1888–1889, 1898–1899 oraz 1918–1919 był prezesem Polskiego Towarzystwa Przyrodników im. Kopernika. Według stanu z 1914 był wiceprezesem sekcji balneotechnicznej Krajowego Związku Zdrojowisk i Uzdrowisk we Lwowie.
Został pochowany na Cmentarzu Łyczakowskim we Lwowie. Jego synem był geolog Stanisław Zuber.

## Upamiętnienie
- W Krynicy-Zdroju źródło wody mineralnej „Zuber” nazwano na cześć odkrywcy Rudolfa Zubra[7].
- Klub Sportowy w Krynicy-Zdroju nazwano KS Zuber na cześć Rudolfa Zubra[2].